# 小返之五本鑓
小返之五本鑓（日语：／ Kogaeshinogohonyari）是指在慶長5年（1600年）的關原之戰中，於島津氏開始強行向敵軍突擊以撤退時，下馬奮戰的5個島津義弘的家臣：
- 川上忠兄
- 川上久智
- 川上久林
- 押川公近
- 久保之盛